# Campionat d'Espanya de motocròs 1964
La temporada de 1964 del Campionat d'Espanya de motocròs fou la 6a edició d'aquest campionat, organitzat per la Reial Federació Motociclista Espanyola. Aquell any, com l'anterior, la federació estatal va decidir que el campionat es disputés a una sola prova a final de temporada. El 1963, aquesta prova s'havia fet el 8 de desembre al circuit d'Aiete (un barri de Sant Sebastià) i el 1964 es va fer al circuit de San Isidro (Burgos), el 6 de desembre.

## Classificació final
Font:

### 125cc
| Posició | Pilot              | Motocicleta | Punts |
| ------- | ------------------ | ----------- | ----- |
| 1       | José Sánchez       | Bultaco     | 2     |
| 2       | Jesús Sáiz         | Bultaco     | 4     |
| 3       | Gonzalo Mediavilla | ?           | 8     |
| 4       | ?                  | ?           | ?     |
| 5       | ?                  | ?           | ?     |
| 6       | ?                  | ?           | ?     |
| 7       | ?                  | ?           | ?     |
| 8       | ?                  | ?           | ?     |
| 9       | ?                  | ?           | ?     |
| 10      | ?                  | ?           | ?     |

### 250cc
| Posició | Pilot            | Motocicleta | Punts |
| ------- | ---------------- | ----------- | ----- |
| 1       | Oriol Puig Bultó | Bultaco     | 2     |
| 2       | José Sánchez     | Bultaco     | 4     |
| 3       | Ramon Costa      | Bultaco     | 7     |
| 4       | ?                | ?           | ?     |
| 5       | ?                | ?           | ?     |
| 6       | ?                | ?           | ?     |
| 7       | ?                | ?           | ?     |
| 8       | ?                | ?           | ?     |
| 9       | ?                | ?           | ?     |
| 10      | ?                | ?           | ?     |